# Robert Stevenson (ingegnere)
Robert Stevenson FRSE, FGS, FRAS, FSA Scot, MWS (Glasgow, 8 giugno 1772 – Edimburgo, 12 luglio 1850) è stato un ingegnere scozzese e famoso progettista e costruttore di fari.
Uno dei suoi migliori lavori fu la costruzione del faro di Bell Rock.

## Biografia
Robert Stevenson era nato a Glasgow. Suo padre, Alan Stevenson, era socio di una azienda commerciale di zucchero delle Indie occidentali a Glasgow e morì di febbre epidemica sull'isola di Saint Kitts nelle Indie occidentali il 26 maggio 1774, pochi giorni prima del secondo compleanno di Robert. Lo zio di Robert morì della stessa malattia nello stesso periodo. Poiché questi avvenimenti lasciarono la vedova di Alan, Jean Lillie Stevenson, in condizioni finanziarie disastrose, Robert studiò, da bambino, in una scuola di beneficenza.
La madre di Robert voleva che entrasse al ministero, quindi quando era un po' più grande lo iscrisse alla scuola di un linguista di Glasgow famoso a livello locale, un signor Macintyre. Ma quando Robert aveva 15 anni, si risposò e la famiglia si trasferì a 1 Blair Street, fuori dal Royal Mile di Edimburgo. Il nuovo patrigno di Robert era Thomas Smith, uno stagnino, un produttore di lampade, un ingegnoso meccanico e un ingegnere civile, che era stato nominato membro del Northern Lighthouse Board nel 1786.
Nel 1798 o 1799, quando Robert aveva circa 26 anni, la famiglia si trasferì in una casa di recente costruzione, 2 Baxters Place, a capo di Leith Walk.
Nel 1815, il patrigno di Robert morì ed egli ereditò la casa, dove continuò a vivere fino al 1820 circa.
Stevenson aveva lavorato come apprendista ingegnere civile per il suo patrigno, Robert Smith, ed ebbe così tanto successo che, all'età di 19 anni, gli fu affidata la responsabilità di supervisionare l'erezione di un faro sull'isola di Little Cumbrae sul fiume Clyde. Il suo incarico successivo fu quello di supervisionare la costruzione dei fari sulle isole Orcadi. Mentre lavorava a questi progetti, continuò i suoi studi di ingegneria civile: praticò con diligenza il rilievo e il disegno architettonico e frequentò lezioni di matematica e fisica presso l'Andersonian Institute di Glasgow. In inverno, quando c'era troppo freddo per i lavori di costruzione, frequentò lezioni all'Università di Edimburgo in filosofia, matematica, chimica, storia naturale, filosofia morale, logica e agricoltura, ma non gli fu concessa una laurea perché non aveva la competenza in latino o in greco che era necessaria per una laurea a quei tempi.
Nel 1797, fu nominato ingegnere del Consiglio del Faro, succedendo nell'incarico al suo patrigno. Nel 1799 sposò la figlia maggiore di Smith, Jean, che era anche la sua sorellastra, e nel 1800 Smith lo nominò suo socio in affari.
L'opera più importante nella carriera di Stevenson fu il faro di Bell Rock, costruito tra il 1807 e il 1810, quando aveva circa 30 anni. Il faro è ancora in piedi oggi. La sua costruzione ebbe un andamento complesso e di lunga durata nella gestazione, e poi altrettanto lungo (ed estremamente pericoloso) nella costruzione. La sua struttura era basata sul progetto del faro di Eddystone, che era stato costruito da John Smeaton, ma Stevenson vi apportò diversi miglioramenti. John Rennie era un ingegnere consulente del progetto. Dopo che il progetto fu completato, ci furono alcune controversie su chi avrebbe dovuto ottenere più credito: Rennie o Stevenson. Quella contesa divenne particolarmente forte tra i figli dei due uomini quando erano più grandi: il figlio di Robert, Alan Stevenson e il figlio di John Rennie, Sir John Rennie... Samuel Smiles, un famoso autore di ingegneria dell'epoca, pubblicò un resoconto tratto da Rennie, che dava risalto alle affermazioni di quest'ultimo. Tuttavia, il Northern Lighthouse Board diede pieno credito a Stevenson, così come gli storici da allora in poi.
Il lavoro di Stevenson su Bell Rock e altrove ha fornito una serie di aneddoti sui pericoli in cui tendeva a mettersi e sulle sue fortunate uscite. Ad esempio, nel 1794, era a bordo dello sloop Elisabetta di Stromness, di ritorno dalle Isole Orcadi, quando fu bloccato dalla bonaccia al largo di Kinnaird Head. A differenza di altri a bordo della nave, ebbe la fortuna di essere portato a riva con una scialuppa. Quando giunse a riva, si scatenò una tempesta che riportò la nave alle Orcadi, dove affondò e annegarono tutti coloro che erano rimasti a bordo. Un'altra volta, era con un gruppo di uomini sul Bell Rock, che era appena sopra la superficie dell'acqua con la marea più bassa, quando una delle barche del gruppo si allontanò e le barche rimaste non avevano abbastanza spazio per riportare tutti sulla terraferma. Quando si fosse alzata la marea, la roccia sarebbe stata sommersa e chiunque non fosse stato a bordo di una barca sarebbe rimasto sommerso dall'acqua. Fortunatamente, prima che la marea aumentasse, il pilota di Bell Rock arrivò per una commissione per consegnare della posta a Stevenson, salvandolo così dalla situazione in cui si trovava.
Stevenson lavorò come ingegnere al Northern Lighthouse Board fino al 1842, per quasi cinquant'anni. In quel periodo progettò numerosi fari e ne supervisionò la costruzione e l'implementazione di successivi miglioramenti. Le sue numerose innovazioni comprendevano la scelta di sorgenti luminose e il loro montaggio, la progettazione del riflettore, l'uso di lenti di Fresnel e di sistemi di rotazione e chiusura che fornivano ai fari prerogative individuali, consentendo loro di essere identificati dai marittimi. Per quest'ultima innovazione venne premiato con una medaglia d'oro dal re Guglielmo I dei Paesi Bassi.
Le competenze ingegneristiche erano molto richieste dopo la battaglia di Waterloo, che segnò la fine delle guerre continentali, perché l'attenzione si concentrò sul miglioramento delle infrastrutture del paese. Quindi Stevenson era molto occupato. Oltre al suo lavoro per il Northern Lighthouse Board, fu ingegnere consulente in molti progetti, collaborando con altri ingegneri come John Rennie, Alexander Nimmo, Thomas Telford, William Walker, Archibald Elliot e William Cubitt. Questi progetti comprendevano la costruzione di strade, ponti, porti, canali, ferrovie e ausili alla navigazione fluviale. Progettò e supervisionò la costruzione a Glasgow dell'Hutcheson Bridge, e a Edimburgo del Regent Bridge. Produsse anche una serie di progetti per canali e ferrovie che non vennero costruiti e progetti nuovi e migliorativi per ponti, alcuni dei quali vennero successivamente implementati dai suoi successori. Inventò il braccio mobile e la gru di bilanciamento come ausili necessari per la costruzione dei fari e, come osservò George Stephenson, spinse la tendenza verso l'utilizzo di binari malleabili anziché in ghisa nella costruzione delle linee ferroviarie.
Nel 1815 fu nominato membro della Royal Society of Edinburgh. I suoi proponenti furono John Barclay, John Playfair e David Brewster.
Nel 1824 pubblicò un documento sulle condizioni della costa orientale del Regno Unito, intitolato Account of the Bell Rock Lighthouse. In esso, presentò prove convincenti che il Mare del Nord stava erodendo quella costa, e in particolare che i grandi banchi di sabbia stavano scomparendo in quanto portati via dal mare. Ipotizzò che le aree di acqua dolce e salata alle foci dei fiumi esistevano come corsi d'acqua separati e distinti ed effettuò test su questa ipotesi. Contribuì con articoli all'Enciclopedia Britannica e all'Encyclopædia di Edimburgo e pubblicò articoli su numerose riviste scientifiche.
Nel 2016 è stato inserito nella Scottish Engineering Hall of Fame.

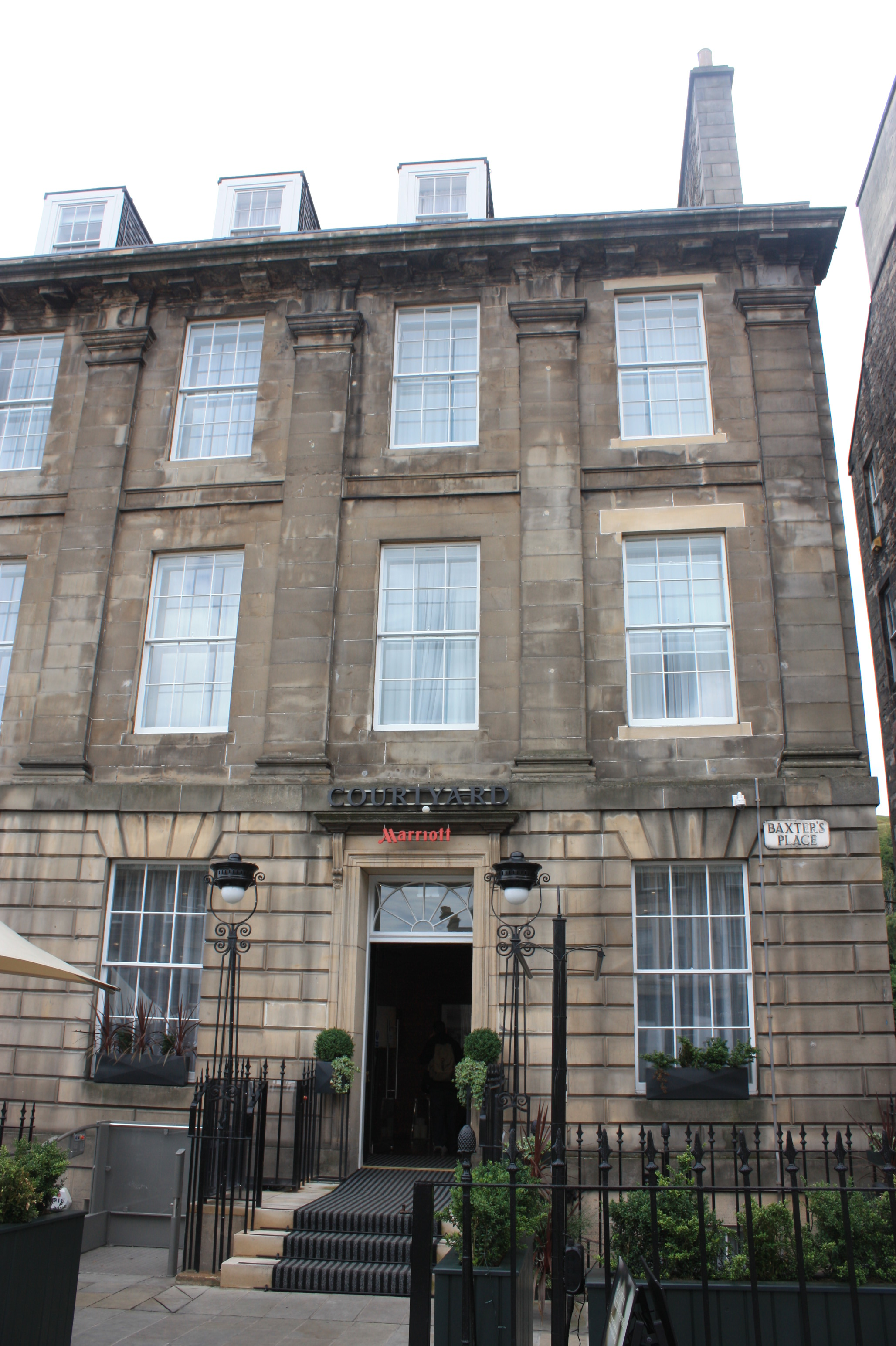
1 Baxters Place, Edimburgo

Nel 1799, Robert sposò la sua sorellastra, Jean Smith, che era la figlia maggiore del patrigno Thomas Smith, avuta dalla sua prima moglie. Alcuni dei loro figli morirono giovani, compresi tre morti per malattie infantili all'inizio del 1808, durante la costruzione di Bell Rock. Cinque sopravvissero fino all'età adulta.
Tre dei figli di Stevenson divennero ingegneri: Alan, David e Thomas. Gli altri figli sopravvissuti di Robert erano:
Joseph (1802-1878), emigrato a Victoria, Australia nel 1832, e Jane (1801-1864). Jane divenne la segretaria di suo padre e lo aiutò a scrivere e illustrare il suo racconto della costruzione del faro di Bell Rock. Aveva due nipoti che divennero famosi: suo figlio Alan era il padre dell'autrice e giornalista Katharine de Mattos, e suo figlio Thomas il padre dello scrittore Robert Louis Stevenson.
Stevenson visse a Baxters Place all'inizio di Leith Walk per la maggior parte dei suoi ultimi anni, passando dal n. 2 al n. 1 molto più grande intorno al 1820. Nel 1985, l'edificio è stato chiamato "Robert Stevenson House" in suo onore. È stato utilizzato come ufficio dal 1985 al 2015. L'edificio è stato trasformato in un Marriott Hotel nel 2017, dopo di che il nome è stato rimosso.
Stevenson morì il 12 luglio 1850, al numero 1 di Baxters Place ad Edimburgo. È sepolto nella tomba della famiglia Stevenson nel New Calton Burial Ground.

## Memoriali a Stevenson

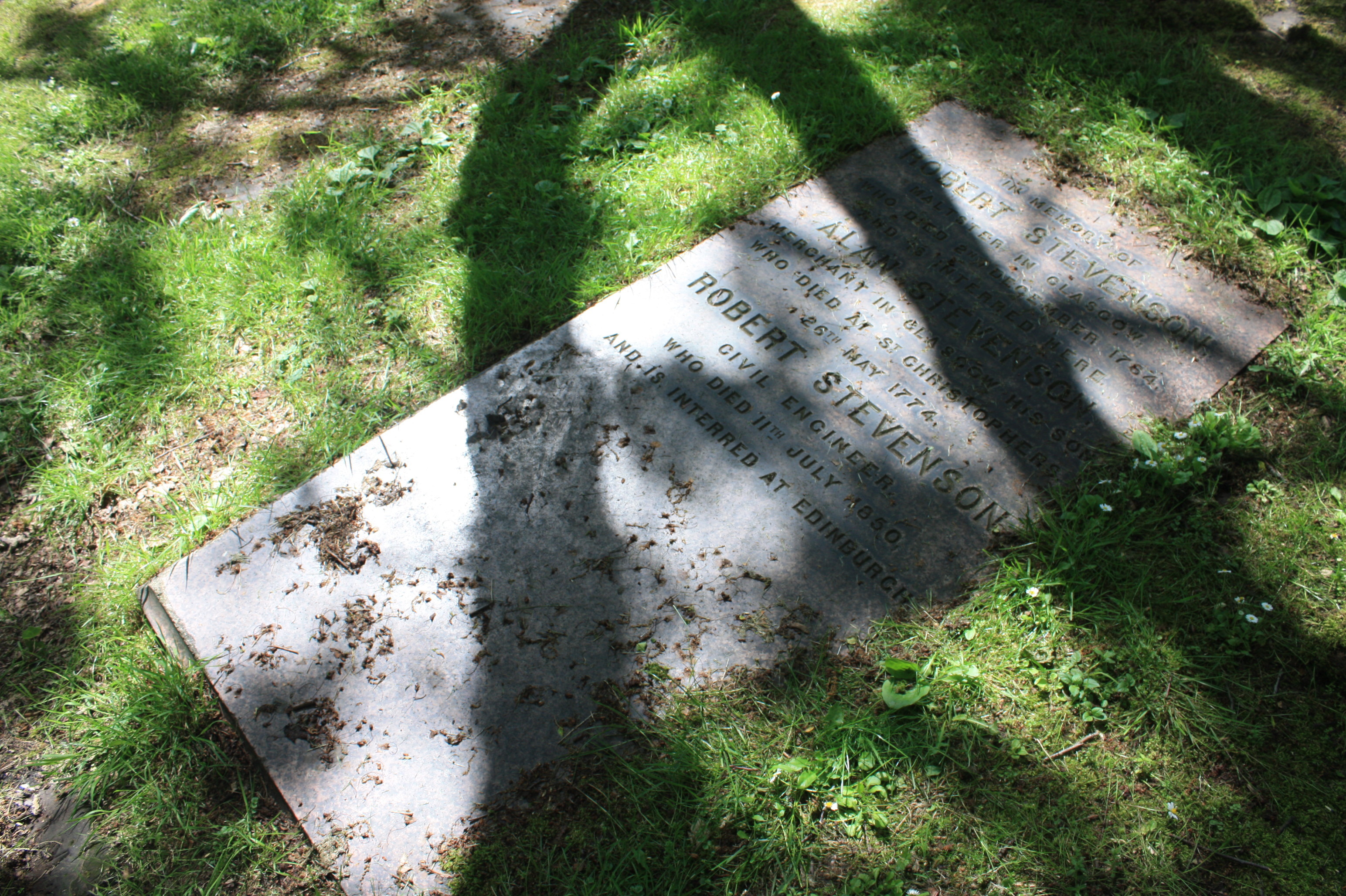
Robert Stevenson è ricordato sulla tomba di suo nonno nel sagrato della cattedrale di Glasgow, sebbene sia stato sepolto a Edimburgo

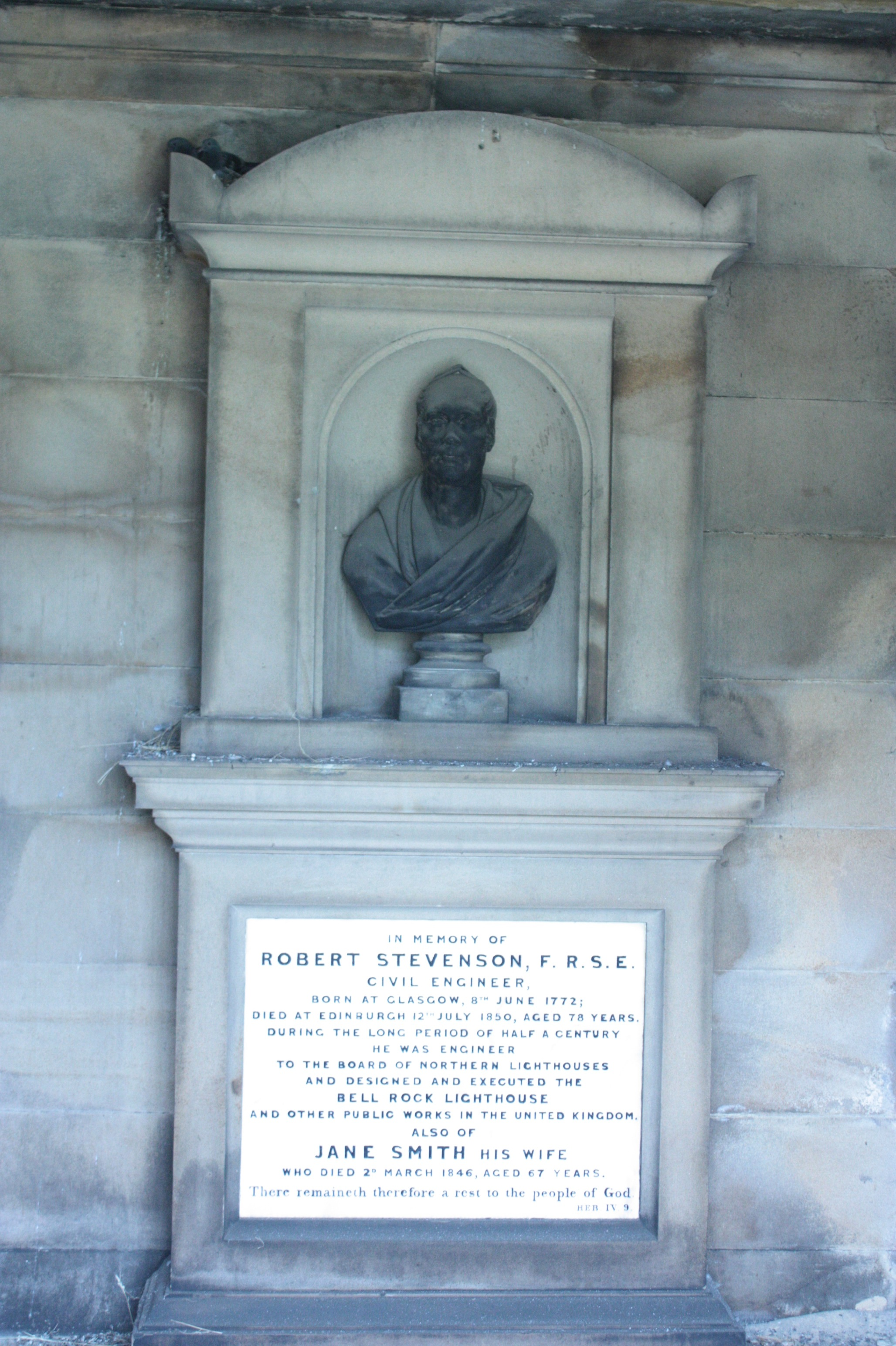
La lapide di Stevenson, New Calton Burial Ground, Edimburgo

Lo Stevenson College, di Edimburgo, dal nome di Robert Stevenson, è stato fondato nel 1970.
Robert e suo padre, Alan, sono commemorati sulla lapide di suo nonno, un mercante di Glasgow, anche lui di nome Robert Stevenson, che morì nel 1764 e fu sepolto nel cimitero della Cattedrale di San Mungo a Glasgow.

## Strutture progettate da Robert Stevenson

### Fari
- Faro di Bell Rock (1811)
- Toward Point (1812)
- Isle of May (1816)
- Corsewall (1817)
- Point of Ayre (1818)
- Calf of Man (1818)
- Faro di Sumburgh Head, a Sumburgh Head, nell'isola di Mainland (isole Shetland) (1821)
- Kinnaird Head (ricostruito, 1823)
- Faro di Eilean Glas, Scalpay (ricostruzione, 1824)
- Rinns of Islay, Orsay, Ebridi Interne (1825)
- Buchan Ness (1827)
- Faro di Pentland Skerries, Pentland Firth (ricostruzione, 1827)
- Cape Wrath (1828)
- Tarbat Ness (1830)
- Mull of Galloway (1830)
- Dunnet Head (1831)
- Girdle Ness (1833)
- Barra Head (1833)
- Lismore (1833)

### Altro
- Ponte di Annan
- Hutcheson Bridge, Glasgow
- Marykirk Bridge
- Regent Bridge, progettato da Archibald Elliot (Stevenson svolse lo studio di fattibilità e fu incaricato della costruzione)
- La colonna di Melville, Edimburgo (Stevenson non la progettò, ma diede solo dei consigli)
- Stirling New Bridge
- Ponte di Allenton